# Alveopora
El género Alveopora pertenece a la familia Acroporidae, del grupo de los corales duros, orden Scleractinia, . 
Su esqueleto es macizo y está compuesto de carbonato cálcico. Tras la muerte del coral, su esqueleto contribuye a la generación de nuevos arrecifes en la naturaleza, debido a que la acción del CO2 convierte muy lentamente su esqueleto en bicarbonato cálcico, sustancia ésta asimilable directamente por las colonias coralinas.
Su nombre común en inglés es flowerpot coral, coral maceta, debido a la forma de su disco oral y sus tentáculos, que asemejan a flores coronando un largo tallo de cada pólipo. También se denominan corales joya. Ambas denominaciones sirven también para el género emparentado Goniopora.

## Especies
El Registro Mundial de Especies Marinas reconoce las siguientes especies en el género, que, según la Unión Internacional para la Conservación de la Naturaleza (UICN), se encuentran en los siguientes estados de conservación:
- Alveopora allingi. Hoffmeister, 1925. Estado: Vulnerable A4cd
- Alveopora catalai. Wells, 1968. Estado: Casi amenazada
- Alveopora daedalea. (Forskal). Estado: Vulnerable A4c
- Alveopora excelsa. Verrill, 1864. Estado: Amenazada A4c
- Alveopora fenestrata.Lamarck. Estado: Vulnerable A4c
- Alveopora gigas. Veron, 1985. Estado: Vulnerable A4c
- Alveopora japonica. Eguchi, 1968. Estado: Vulnerable A4cd
- Alveopora marionensis. Veron & Pichon, 1982. Estado: Vulnerable A4c
- Alveopora minuta. Veron, 2002. Estado: Amenazada A4cd
- Alveopora ocellata. Wells. Estado: Datos Deficientes
- Alveopora simplex. Estado: No evaluada.
- Alveopora spongiosa. Dana, 1846. Estado: Casi amenazada
- Alveopora superficialis. Estado: No evaluada.
- Alveopora tizardi. Bassett-Smith, 1890. Estado: Preocupación menor
- Alveopora verrilliana. Dana, 1872. Estado: Vulnerable A4cd
- Alveopora viridis. (Quoy & Gaimard). Estado: Casi amenazada

- Alveopora octoformis. Blainville. Estado: No evaluada. (nomen dubium)
- Alveopora retepora. (Ellis & Solander, 1786). Estado: No evaluada. (nomen dubium)

Especies consideradas como sinonimia:
- Alveopora fijiensis Hoffmeister, 1932 aceptada como Alveopora spongiosa Dana, 1846
- Alveopora irregularis Crossland, 1952 aceptada como Goniopora stokesi Milne Edwards & Haime, 1851
- Alveopora mortenseni Crossland, 1952 aceptada como Alveopora allingi Hoffmeister, 1925
- Alveopora polyformis Zou, 1980 aceptada como Goniopora fruticosa Saville-Kent, 1891
- Alveopora regularis Thiel, 1932 aceptada como Alveopora spongiosa Dana, 1846
- Alveopora retusa Verrill, 1864 aceptada como Alveopora fenestrata (Lamarck, 1816)

## Galería

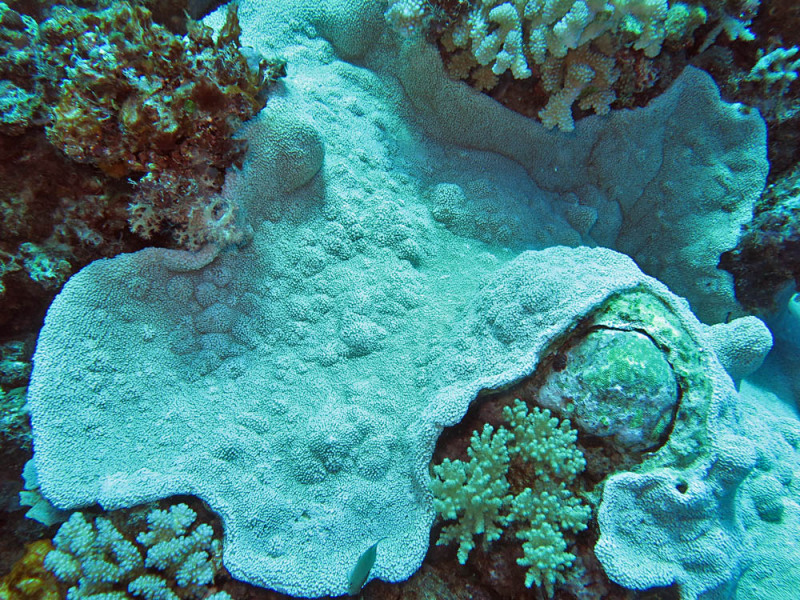
Colonia incrustante de Alveopora spongiosa con pólipos retraídos, en isla Lizard, Australia
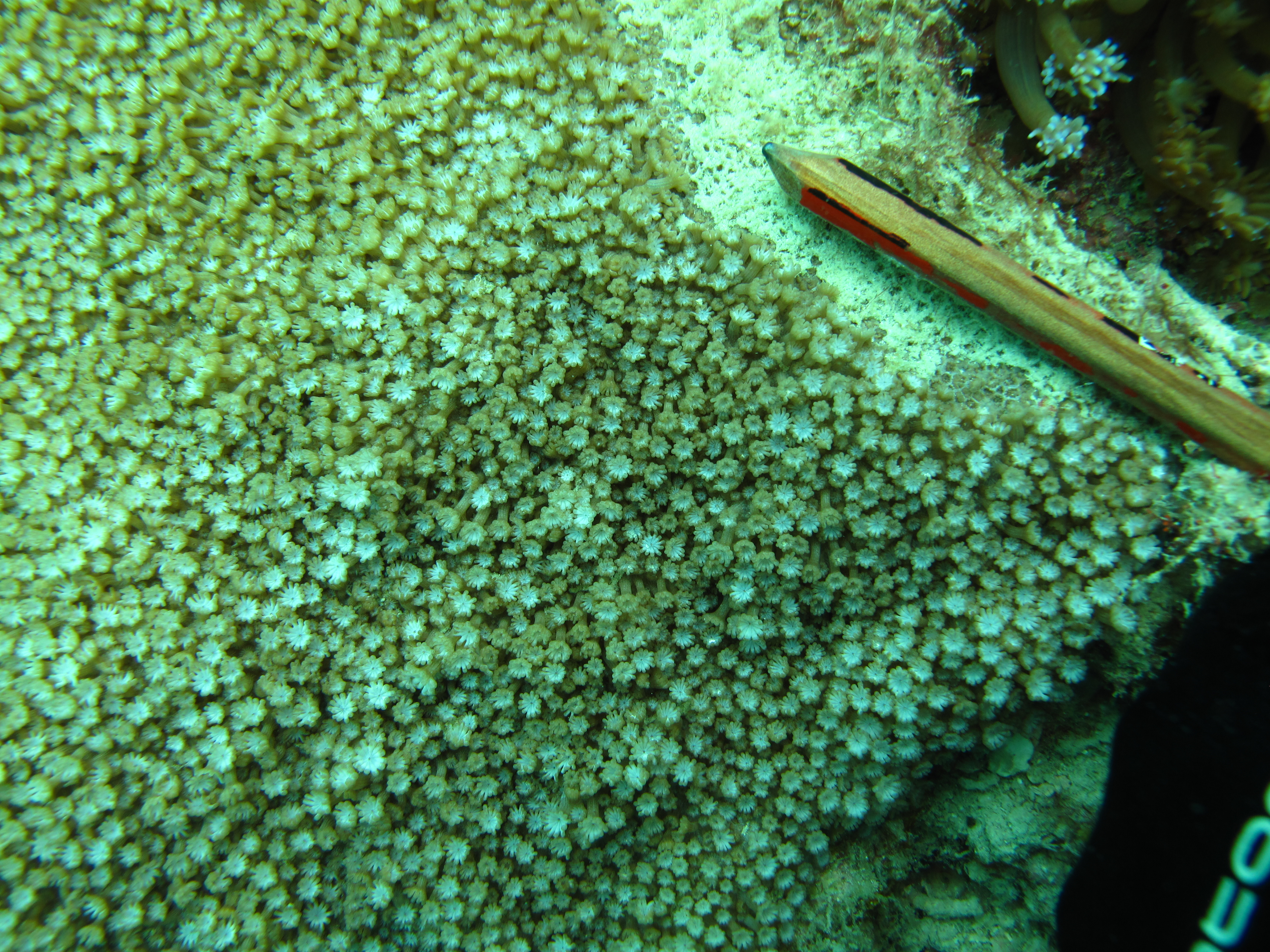
Colonia incrustante de Alveopora spongiosa con pólipos expandidos, en isla Mer, Australia
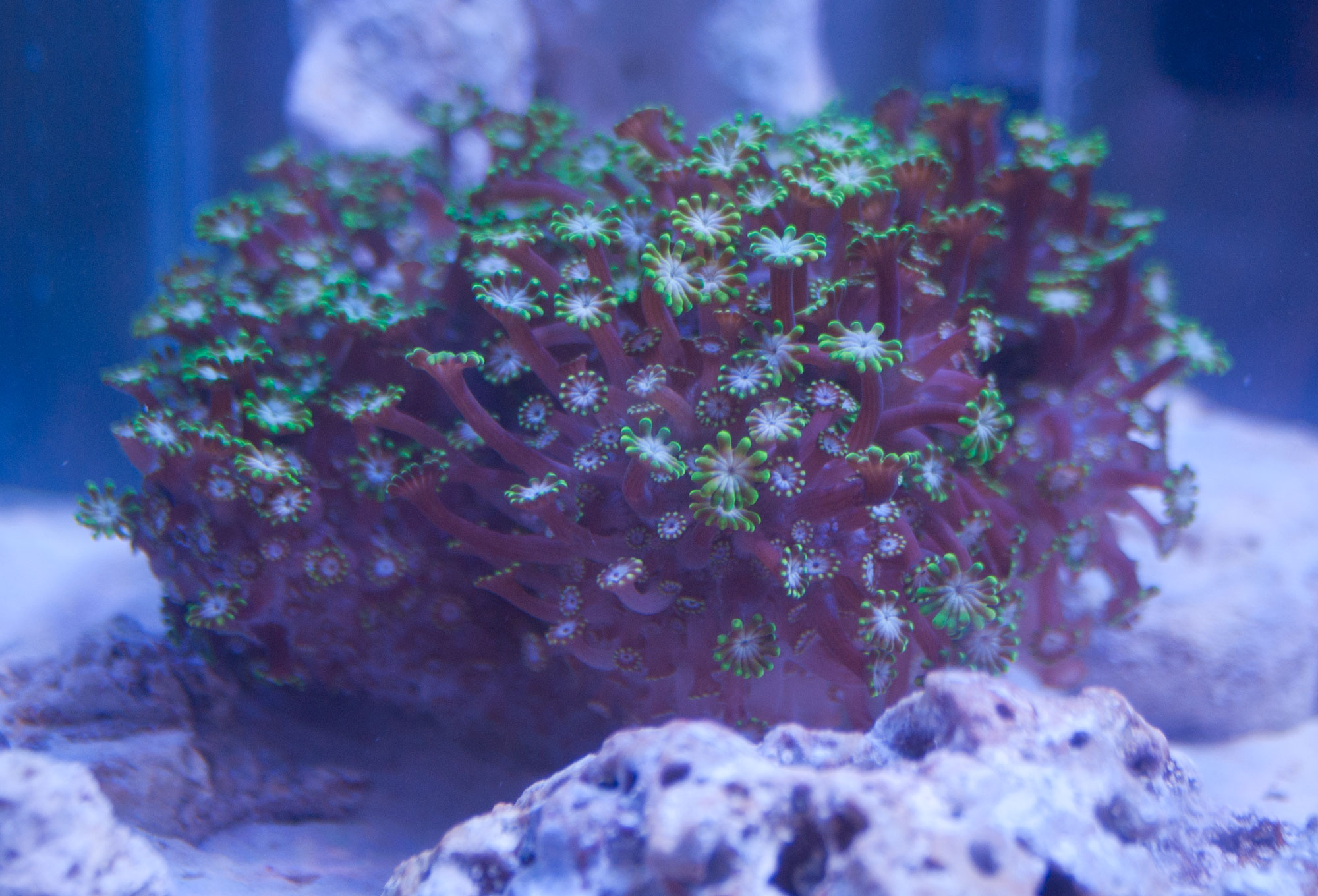
Colonia de Alveopora spongiosa en acuario
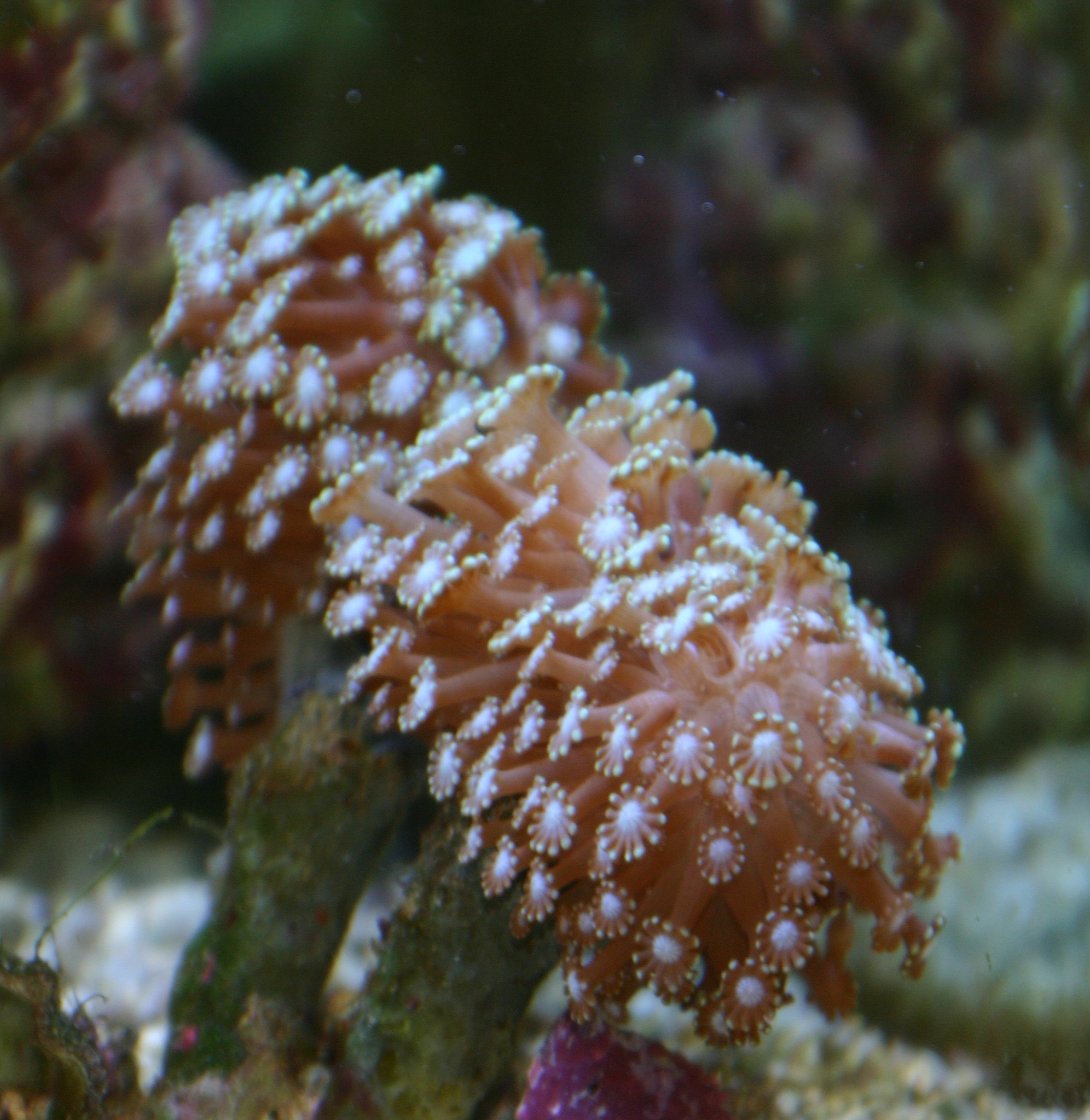
Alveopora tizardi en acuario
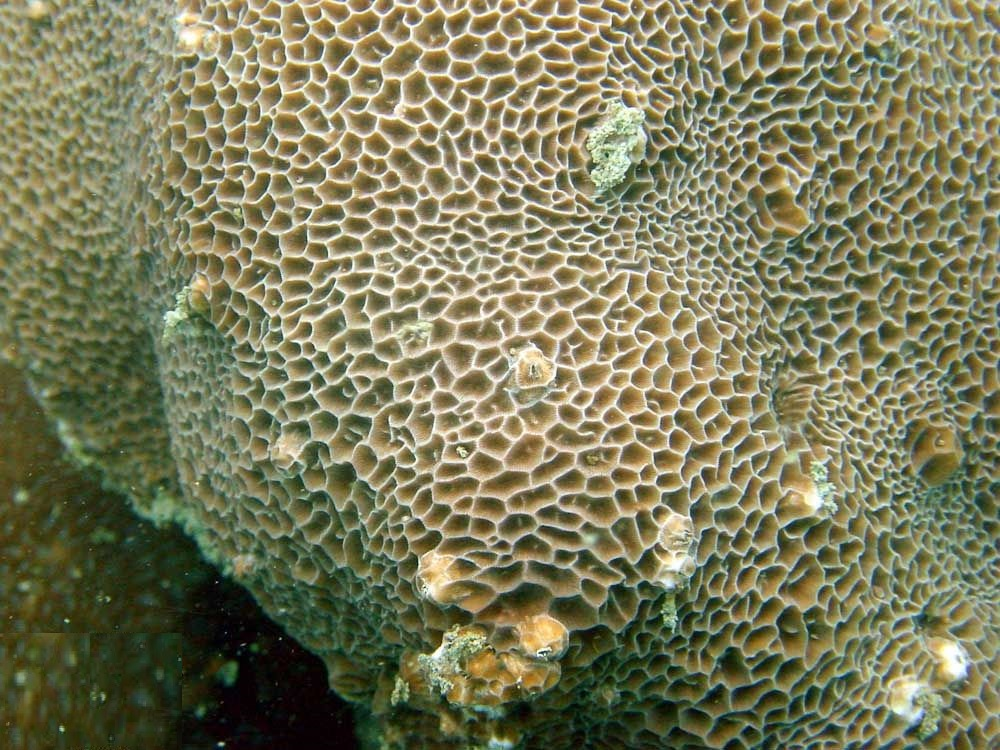
Alveopora sp. mostrando el coralum sin pólipos, en Koh Phangan, Tailandia
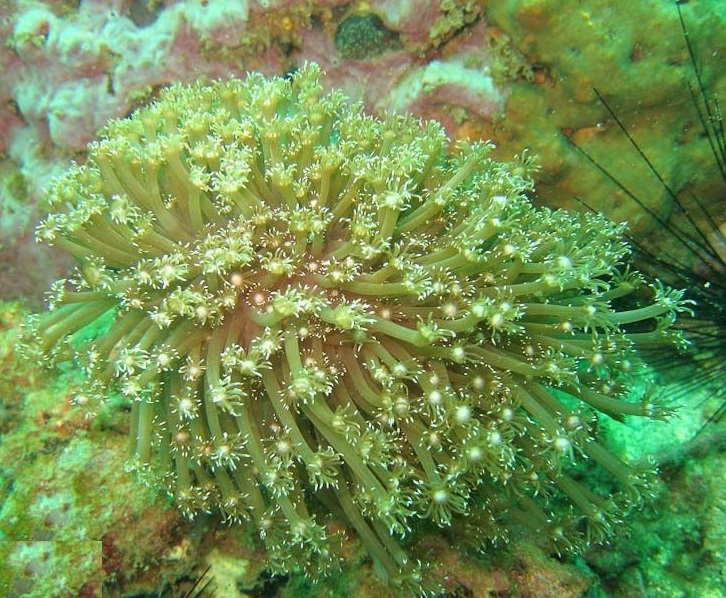
Alveopora sp., en Koh Phangan, Tailandia
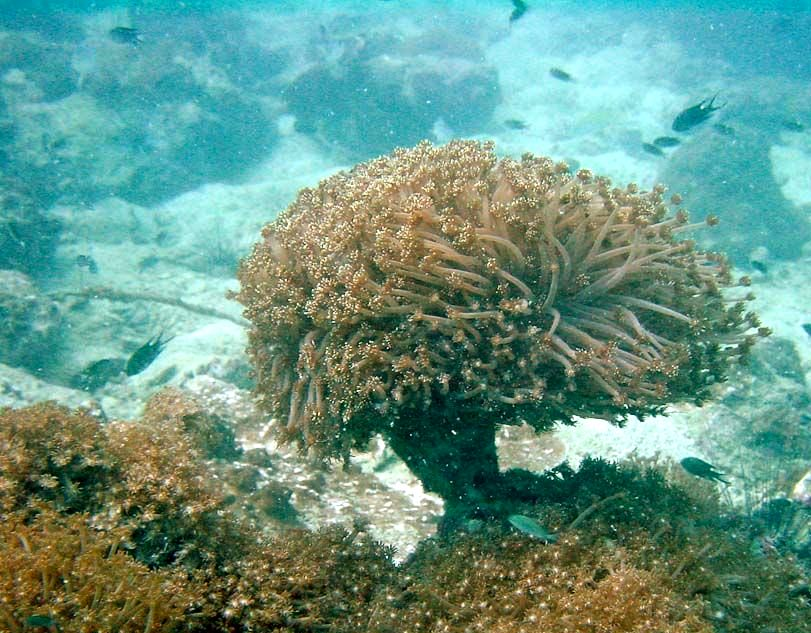
Alveopora sp., en Koh Phangan, Tailandia
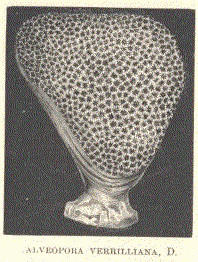
Imagen del coralum de Alveopora verrilliana, 1890

## Morfología
Su esqueleto es muy ligero y poroso, y las colonias son masivas o ramificadas, a menudo con formas irregulares. Los septos de los coralitos están reducidos a hileras de espinas que se encuentran en el centro formando una columela.
Del corallum, o esqueleto de la colonia, salen los largos tallos de los pólipos, que en ocasiones superan los 30 cm, coronados por el disco oral, que está rodeado por tentáculos que recuerdan a pétalos de flores. Los tentáculos que rodean el disco oral son 12 en todas las especies. De hecho, la forma de distinguirlos de sus parientes los Goniopora, es porque el número de tentáculos de éstos siempre es 24.
Los colores más frecuentes son marrón claro, verde o crema, pero los hay con tonos rosa, azul o amarillo.

## Hábitat y distribución
Su distribución geográfica comprende el Indo-Pacífico, incluido el Mar Rojo y el Golfo de Adén, Mar de China, Indonesia, Filipinas, norte y este de Australia e islas del Pacífico central. 
Este género puede encontrarse a diferentes profundidades, en ocasiones a 100 m, pero las especies más comunes, como la A. spongiosa, se localizan normalmente entre los 20 y los 50 m.
Habita en diversas zonas del arrecife: laderas, fondos rocosos, e incluso en lagunas intermareales con agua túrbida, pero siempre en zonas con corrientes de intensidad baja o moderada.

## Alimentación
Los pólipos contienen algas simbióticas; mutualistas, ambos organismos se benefician de la relación, llamadas zooxantelas. Las algas realizan la fotosíntesis produciendo oxígeno y azúcares, que son aprovechados por los pólipos, y se alimentan de los catabolitos del coral, especialmente fósforo y nitrógeno. Esto les cubre la mayoría de sus necesidades alimenticias, el resto lo obtienen atrapando plancton con sus tentáculos o absorbiendo materia orgánica disuelta del agua.

## Reproducción
Alveopora se reproduce tanto sexual como asexualmente. Es un género gonocórico; cada individuo tiene sólo un sexo, al contrario del hermafroditismo frecuente en otros corales. Se reproduce sexualmente emitiendo su desove tras incubar durante un periodo las larvas, que circulan en la columna de agua, antes de establecerse y convertirse en pólipos. Estos secretarán carbonato cálcico, conformando un esqueleto, o coralito, y, tras la multiplicación de los pólipos por gemación, darán forma a una nueva colonia, con un esqueleto común, o corallum, que es el conjunto de los coralitos individuales de cada pólipo de la colonia coralina.